# 1195
[[Категорија: 1195
.| ]]
Године 1195 (MCXCV) била је проста година која је почела у недељу.

## Догађаји
- Википедија:Непознат датум — Абдицирао Стефан Немања.
- 10. април Док се спремао на нови поход против Бугара, у табору код Кипселе византијски цар Исак II Анђео је свргнут са власти и ослепљен. Тоје урадио његов брат Алексије III Анђел.

### Децембар
- Википедија:Непознат датум — Уговором у Лувру енглески краљ Ричард I Лавље Срце препустио је француском краљу Филипу II Августу нормандијски Вексен али је добио све своје поседе источно од Сене.
- Википедија:Непознат датум — Шпански Алмохади тешко су поразили Кастиљанце у бици код Аларкоса.
- Википедија:Непознат датум — Ђеновљани су војним походом загосподарили Корзиком и с ње протерали моћне породице из Пизе.
- Википедија:Непознат датум — У Шведској је умро Кнут I наследио га је Сверкер II син Карла VII.
- Википедија:Непознат датум — Пошто се одрекао престола Немања се, заједно са женом, замонашио у Расу, у цркви Св. Петра и Павла а онда се повукао у манастир Студеницу.

## Рођења
- 15. август — Свети Антун Падовански, католички свештеник и фратар фрањевачког реда (†1231)

## Смрти

### Август
- 6. август — Хајнрих Лав, саксонски и баварски војвода